# 11118 Modra
11118 Modra è un asteroide della fascia principale. Scoperto nel 1996, presenta un'orbita caratterizzata da un semiasse maggiore pari a 2,3130850 au e da un'eccentricità di 0,0837245, inclinata di 3,03333° rispetto all'eclittica.
Dal 28 settembre al 23 novembre 1999, quando 11709 Eudoxos ricevette la denominazione ufficiale, è stato l'asteroide denominato con il più alto numero ordinale. Prima della sua denominazione, il primato era di 10642 Charmaine.
L'asteroide è dedicato all'omonima città slovacca.